# Pistolet Kel-Tec P-32
Kel-Tec P-32 – amerykański, kompaktowy pistolet samopowtarzalny kalibru 7,65 mm. Broń przeznaczona do skrytego przenoszenia i samoobrony, produkowana od 2000 roku.

## Opis
Kel-Tec P-32 jest bronią samopowtarzalną. Zasada działania oparta na krótkim odrzucie lufy, zamek ryglowany przez przekoszenie lufy. Rolę rygla pełni odpowiednio ukształtowana obudowa komory nabojowej. Odryglowanie zapewnia nieruchomy ześlizg.
Mechanizm spustowy z wyłącznym samonapinaniem (DAO), z kurkowym mechanizmem uderzeniowym. Pistolet nie posiada żadnych bezpieczników zewnętrznych, bezpieczniki wewnętrzne są zwalniane podczas ściągania spustu.
P-32 jest zasilany z wymiennego, jednorzędowego magazynka pudełkowego o pojemności 7 naboi (8 nabój może być bezpiecznie przenoszony w lufie), umieszczonego w chwycie, dostępne są także wydłużone magazynki o pojemności 10 naboi. Zatrzask magazynka po lewej stronie chwytu pistoletowego. Po wystrzeleniu ostatniego naboju z magazynka zamek zatrzymuje się w tylnym położeniu.
Lufa gwintowana.
Przyrządy celownicze stałe (muszka i szczerbinka). Pistolet wykonany jest ze stopu aluminium 7075-T6 (obudowa mechanizmu spustowego)), stali SAE-4140 (lufa i zamek) oraz tworzywa sztucznego DuPont ST-8018 (szkielet).